# Madeleine... anatomia di un incubo
Madeleine... anatomia di un incubo è un film del 1975, diretto da Roberto Mauri che vede come protagonista Camille Keaton.

## Trama
La giovane e disturbata Madeleine è perseguitata da incubi ricorrenti popolati da personaggi fantastici, incidenti automobilistici e bambole. Sull'orlo della pazzia viene affidata al dottor Schuman che, al fine di superare la situazione, induce la ragazza a vivere liberamente e senza tabù. In questo clima fin troppo permissivo Madeleine cadrà in un vortice di avventure immorali.